# Gymnelia simillimum
Gymnelia simillimum là một loài bướm đêm thuộc phân họ Arctiinae, họ Erebidae.